# Megachile kruegeri
Megachile kruegeri är en biart som beskrevs av Heinrich Friese 1923. Megachile kruegeri ingår i släktet tapetserarbin, och familjen buksamlarbin. Inga underarter finns listade i Catalogue of Life.